# Biestro
Biestro è una frazione di 68 abitanti, l'unica del comune di Pallare, in provincia di Savona. Già comune autonomo, fu accorpato nel 1928 al comune di Pallare diventandone sua frazione.
Ubicata a 626 m sul livello del mare, la frazione di Biestro dista dal capoluogo comunale circa 5 km.

## Storia
Il territorio tra Pallare e Biestro fu in epoca romana aggregato al municipio di Alba, successivamente farà parte della marca aleramica e, dal XII secolo, nei domini della famiglia Del Carretto. È in questo secolo che compare per la prima volta il nome di Biestro in un atto datato al 1111; risale invece al 1245 la menzione della locale e prima parrocchiale del paese, l'odierno oratorio della Santissima Annunziata.
Unito alle due "Pallare" (i due quartieri di Pallare Superiore e Pallare Inferiore) fino al 1386, Biestro farà quindi parte del feudo imperiale di Millesimo come uno dei quartieri di Cosseria (assieme a Plodio) seguendone le sorti storiche fino agli inizi del XVIII secolo quando, come altri borghi del feudo millesimese, verrà ceduto parzialmente al Regno di Sardegna nel 1708.
Sottoposto dal 1723 al 1749 nella provincia di Acqui, e quindi nella provincia di Mondovì da tale anno, con la dominazione francese il territorio di Biestro rientrerà dal 1803 nel V Cantone delle Arene Candide nella Giurisdizione di Colombo. Dal 13 giugno 1805 al 1814 verrà inserito nel Dipartimento di Montenotte.
Nel 1815 verrà inglobato nel Regno di Sardegna, così come stabilirà il Congresso di Vienna del 1814 anche per gli altri comuni della repubblica ligure, e successivamente nel Regno d'Italia dal 1861. Dal 1859 al 1927 il territorio fu compreso nel IV mandamento di Cairo del Circondario di Savona facente parte della Provincia di Genova; nel 1927 anche il territorio comunale biestrese passerà sotto la neo costituita Provincia di Savona.
Dal 31 agosto 1928 il Comune di Biestro, che contava allora 530 abitanti, cessò di esistere e fu annesso a quello di Pallare dal 1929 formandone l'attuale territorio e diventandone l'unica frazione.

## Monumenti e luoghi d'interesse

### Architetture religiose
- Chiesa parrocchiale di Santa Margherita d'Antiochia. Costruita da Pompeo del Carretto nel 1663, sostituì l'antica parrocchiale risalente all'XI secolo, citata per la prima volta nel 1245 e adibita ad oratorio dei Disciplinanti. Nelle quattro cappelle laterali e ai lati dell'altare sono visibili pregevoli opere artistiche, statue lignee di Antonio Brilla (Santa Margherita del 1860 e Gruppo dell'Annunziata del 1867) e di Pasquale Navone (Madonna del Rosario, 1791), pala d'altare di Castellino Castelli, pregevole crocefisso alle spalle dall'altare, altri dipinti e splendidi interni e soffitti con ricchi stucchi restaurati nel 2004.
- Oratorio della Santissima Annunziata, risalente all'XI secolo, fu la prima parrocchiale biestrese citata nel 1245. Conserva al suo interno affreschi quattrocenteschi  ancora da scoprire interamente (e restaurare) nella parte della piccola canonica e un pregevole altare; le altre opere artistiche che conteneva sono oggi nella parrocchiale (dipinto della scuola di Guido Reni e gruppo ligneo opera di Antonio Brilla).

### Architetture civili
- Cà di Gamba. Secondo un'incisione sui solai, la struttura fu edificata già nel 1111; la famiglia Gamba l'abitò dal XVI secolo e di tale testimonianza rimane lo stemma nobiliare familiare sopra un caminetto.

### Siti archeologici
Sulle dorsali molte sono le incisioni rupestri risalenti agli antichi Liguri.
In località Bricco, nella frazione di Biestro, si trovano le cosiddette "Pietre di Napoleone". Si tratta di cinque grandi pietre, la quinta sovrastante le altre quattro di recente dissepoltura, intagliate in loco nella roccia arenaria, facile da lavorare, che la tradizione fa risalire alla presenza dell'esercito Napoleonico ma che potrebbero essere vestigia lasciate dalle antiche popolazioni Liguri). L'ipotesi che potessero essere utilizzate per la realizzazione di ponti, appare difficile per il peso e per la distanza (il trasporto a Millesimo non a Carcare, altro stato e comunque dove le pietre per il ponte provenivano da cave più vicine verso vispa)..la seconda ipotesi meno difficile da realizzare nasce dalla presenza alla base della pietra superiore di una serie di scanalature e incastri che paiono adattarsi a quelli delle pietre lavorate sottostanti e fa presumere che tutte le pietre potessero essere destinate ad un'unica formazione attorno ad una base rappresentata dalla sovrastante.
Tre pietre hanno forma simile, solo una appare terminata le altre due sono state abbozzate e poi abbandonate ma se si ricompongono sovrapposte ai lati del rettangolo della base in pietra le scanalature appaiono coincidenti e il tutto assume una forma a croce celtica con inserita la pietra più piccola a forma di scudo; Anche in questo caso la messa in pratica avrebbe necessitato della forza di uomini e animali (con limitati spazi di manovra) e una simile impresa ricollegherebbe la lavorazione alla presenza delle antiche popolazioni Liguri che hanno disseminato le costiere biestresi di diversi manufatti e incisioni, ma comunque un unicum con niente di simile ritrovato in altri siti.
Per i sostenitori filo napoleonici si tratta invece di pietre di colmo per gli angoli delle spalle di ponte(le tre a forma di Elle, mentre la quarta, a forma di "ferro da stiro", serviva da colmo per il frangi-flutti dei piloni centrali. La loro notevole dimensione, e diverse incisioni di croci e simboli esoterici ha fatto sì che si siano alimentate varie leggende intorno ad esse, ma questo tipo di pietre di colmo sono visibili ancora oggi in alcuni ponti realizzati durante l'occupazione napoleonica, come quello sotto l'attuale sede stradale tra Altare (SV) e il casello autostradale, o quello, abbandonato e coperto dalla vegetazione, all'inizio del rio Ferranietta (Ferrania nel comune di Cairo Montenotte).

## Cultura

### Eventi
- Festa patronale di santa Margherita d'Antiochia, il 20 luglio.